# Frederick Septimus Kelly

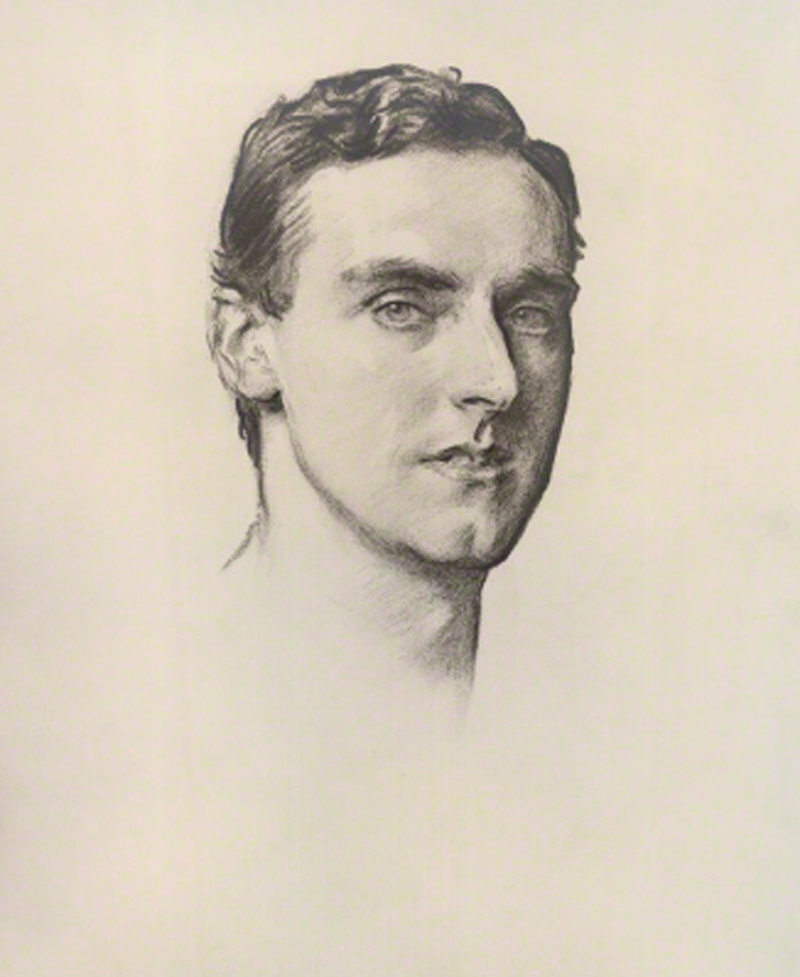
Frederick Septimus Kelly (John Singer Sargent, 1915)

Frederick Septimus Kelly (* 29. Mai 1881 in Sydney, Australien; † 13. November 1916 in Beaucourt-sur-l’Ancre, Frankreich) war ein britischer Komponist, Ruderer und Olympiasieger im Achter.

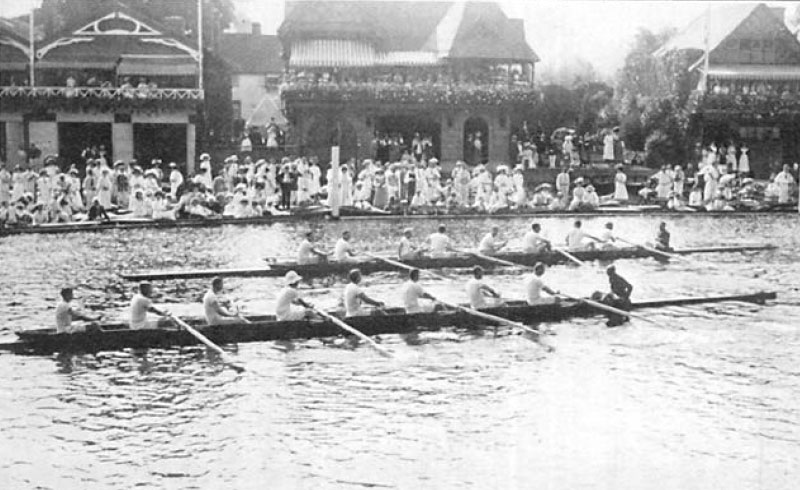
Olympische Spiele 1908: Der Achter des Leander Club gewinnt seinen Vorlauf gegen Ungarn

Frederick Kelly gehörte dem Leander Club an. Seine Ausbildung erhielt er in Eton und dann auf dem Balliol College in Oxford. 1903 nahm er für Oxford am Boat Race teil, unterlag aber gegen die Crew aus Cambridge. 1902, 1903 und 1905 gewann er das Einer-Rennen bei der Henley Royal Regatta. Bei der ebenfalls in Henley ausgetragenen olympischen Regatta 1908 siegte Kelly mit dem Achter des Leander Club im Finale gegen das belgische Großboot.
Nachdem Kelly 1903 das Balliol College verlassen hatte, studierte er an Dr. Hoch’s Konservatorium in Frankfurt am Main. 1911 gab er sein Konzert-Debüt in Sydney, 1912 trat er für mehrere Konzerte in London auf.
Im Ersten Weltkrieg war er als Angehöriger der Royal Naval Division zuerst auf der Hood aktiv. Nach dem Tod seines Freundes Rupert Brooke komponierte er 1915 die Elegy for String Orchestra in Memoriam to Rupert Brooke. In der Schlacht von Gallipoli wurde er mit dem Distinguished Service Cross ausgezeichnet. Im gleichen Jahr fiel er gegen Ende der Schlacht an der Somme beim Erstürmen eines deutschen Maschinengewehr-Nestes.